# Pieter Jansz Saenredam

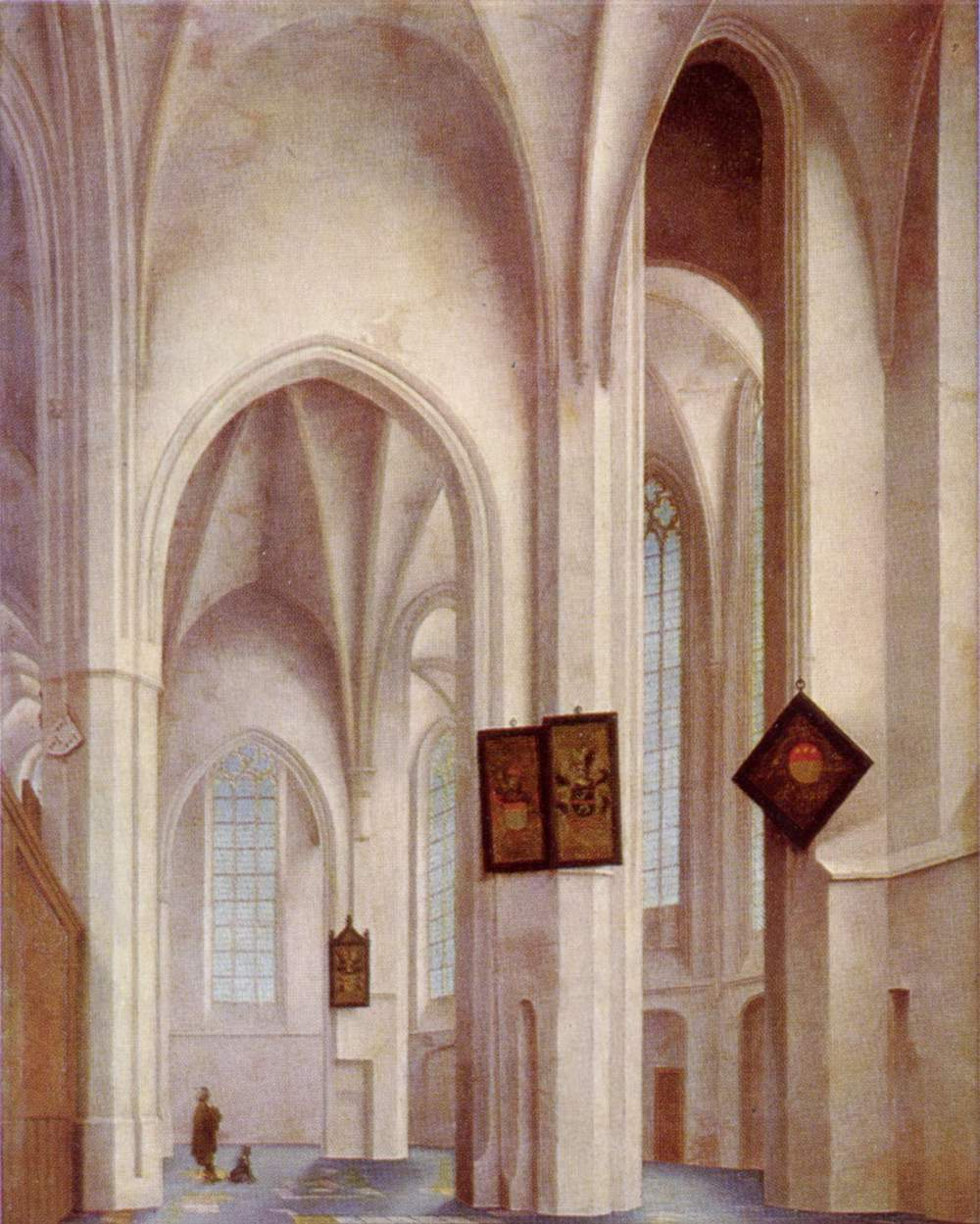
Interior de la iglesia de Santiago en Utrecht, 1642, óleo sobre tabla, 55,2 × 43,4 cm, Alte Pinakothek, Múnich

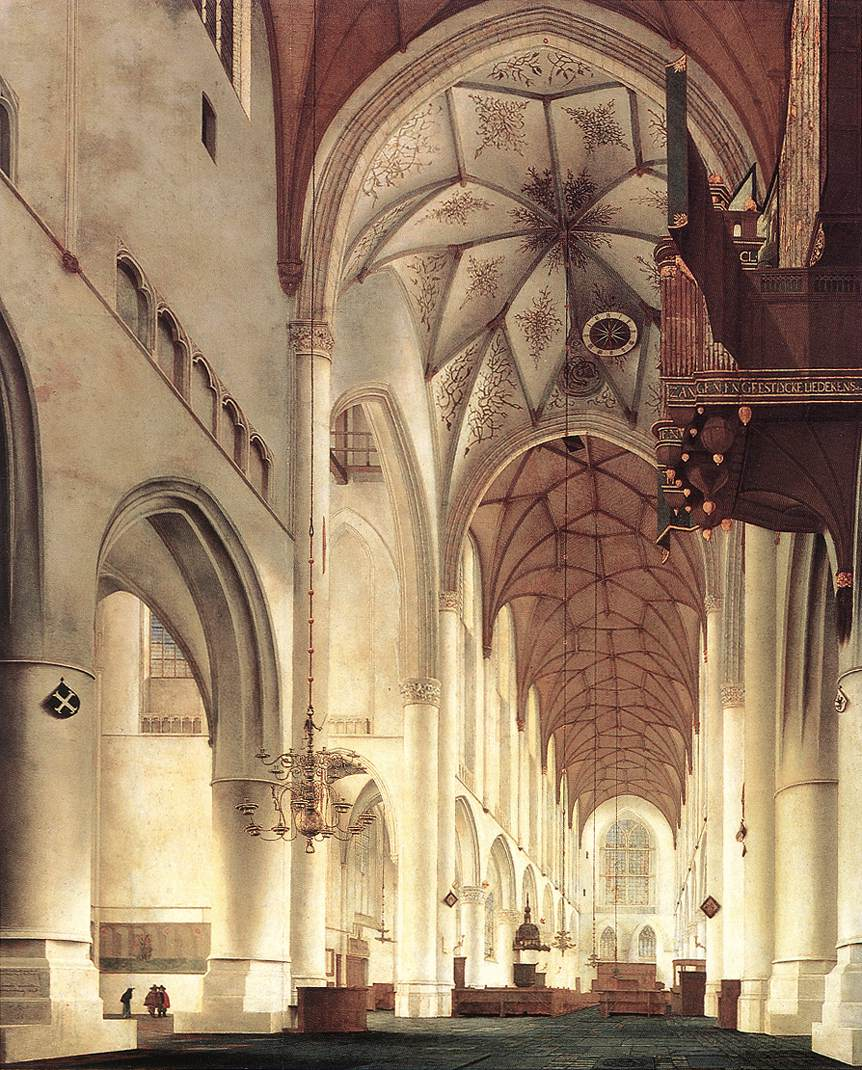
Interior de la catedral de san Bavón en Haarlem

Pieter Jansz. Saenredam (Assendelft, 9 de junio de 1597-Haarlem, 31 de mayo de 1665), fue un pintor neerlandés, especializado en la pintura de interiores de iglesias.

## Trayectoria
Pieter Saenredam nació en Assendelft, hijo del impresor y dibujante Jan Pietersz. Saenredam (1556–1607) quien había nacido en Zaandam, localidad llamada entonces Saenredam y de la cual tomó el apellido.
Jan Pietersz. Saenredam, pintaba sensuales diosas desnudas que contrastan enormemente con la obra de su hijo. En 1612 Saenredam se trasladó definitivamente a Haarlem, donde se convirtió en alumno de Frans Pietersz. de Grebber. En esa etapa conoció y estableció un estrecho contacto con el importante arquitecto Jacob van Campen, diseñador del nuevo edificio para el ayuntamiento de Ámsterdam. En 1614 se convirtió en miembro del Gremio de San Lucas de Haarlem. Un dibujo en el Museo Británico de su amigo Jacob Van Campen muestra que era de aspecto bajo y encorvado.
En Haarlem, Saenredam desarrolló toda su carrera: en 1623 obtuvo la maestría en el gremio de San Lucas. Su primera pintura conocida está fechada en 1628, Interior de la iglesia de San Bavón de Haarlem (Malibú, The J. Paul Getty Museum), vistas de cuyo interior que repitió frecuentemente en el periodo de 1628 y 1636. Entre junio de 1636 y enero de 1637 visitó Utrecht, para realizar dibujos de la iglesia de Santa María, tanto exteriores como del interior y también de su catedral. En la década siguiente de 1640, a partir de su matrimonio, su presencia en Haarlem fue más continuada, y en 1642 fue nombrado deán del gremio de pintores. Otras ciudades que visitó para hacer dibujos y pinturas son Alkmaar, s'Hertogenbosch, Assendelft y Rhenen. Murió en Haarlem en 1665.
Como se comprueba por sus pinturas de iglesias, su aspecto verídico lo logra merced a sus minuciosas mediciones y realizando detallados bocetos de las iglesias que deseaba representar en colaboración con su amigo el arquitecto Jacob van Campen. Tales bocetos, en efecto, son como diseños de arquitecto: ricos en detalles y singulares por la gran pureza lineal; están realizados con lápiz, pluma y tiza, sobre este diseño base luego añadía colores en aguada lo que aportaba más de valores cromáticos, una cierta textura y sensación de espacialidad mediante cautos sombreados. Saenredam creó austeras atmósferas de interiores a través de una muy graduada luminosidad de los colores. En su pintura (que solía concluir al óleo sólo tras tener concluidos los precisos bocetos) frecuentemente y con premeditación se excluye o se minimiza la presencia de la gente, lo cual focaliza la atención en las construcciones y en las formas arquitectónicas.
Sus representaciones tienen una calidad de retrato. Se basan en dibujos preliminares hechos in situ y elaborados dibujos de construcción hechos posteriormente con la ayuda de reglas y compases. En estos dibujos, Saenredam determina las proporciones de las columnas y los arcos y el sistema de perspectiva general. Curiosamente, sus pinturas a menudo datan de años más tarde que los dibujos en los que se basan. A veces combina dos dibujos para obtener una vista más panorámica aunque geométricamente incongruente. Como en el caso de su pintura de la Iglesia de Santa Maria della Febbre, Roma, Saenredam también trabajó ocasionalmente a partir de dibujos hechos por otros artistas de iglesias que él nunca había visto.
Es de tener en cuenta que Saenredam pintó iglesias protestantes, producto de la Reforma, por ello tales iglesias (construcciones aún de estilo gótico) se encontraban despojadas de estatuaria, cuadros e iconos, de este modo quedan despejados interiores con corredores iluminados en los que destacan los “vuelos” verticales de las columnas y las sutilezas de las nervaduras y arcos estructurales. Saenredam registró este cambio y realizó sus medidas paradójicamente de un modo semejante al del pintor barroco Andrea Pozzo, esto es, mediante el aprovechamiento de la perspectiva lineal. Sin embargo los resultados de las obras del neerlandés y del italiano son bien distintos. Las del primero son austeras (como imponía el reformismo) las del segundo son opulentas. Se considera entonces que, sin la Reforma y la especie de iconoclasia ocurrida durante la Guerra de los Treinta Años no habría sido posible la peculiar pintura de Saenredam, pintura en la cual la aparente “simplicidad” parece anticipar al formalismo y a ciertos aspectos teóricos de la abstracción que luego, en el siglo XX, se hallarían en Pieter Mondrian y en Lyonel Feininger.[cita requerida]
Su obra relativamente pequeña consta de unas cincuenta pinturas, unos 150 dibujos y algunas estampas ejecutadas al principio de su carrera. Los archivos de Utrecht poseen gran cantidad de dibujos e incluso pinturas de Saenredam. No tuvo seguidores directos, aunque sí influyó de forma importante en los pintores de Haarlem, Job Berckheyde e Isaac van Nickele.
En 2000-2001, se realizó una exposición retrospectiva de sus obras en el Central Museum de Utrecht.

## Principales obras
- Santa Maria della Febbre, (1629, National Gallery of Art, Washington).
- Interior de la iglesia de Assendelft, (1619, Rijksmuseum, Ámsterdam).
- Interior de la iglesia de San Bavón en Haarlem (1636, Rijksmuseum, Ámsterdam)
- Interior de la gran iglesia de Haarlem, (1637, National Gallery, Londres).
- Vista interior de la Buurkerke de Utrecht, (1644, óleo sobre tabla 60 x 50 cm, National Gallery, Londres).
- La Marienplatz de Utrecht (1622, óleo sobre tabla; 109,5 x 139,5 cm Museo Boymans Van Beuningen, Róterdam.
- Interior de la iglesia de San Bavón (1648, National Gallery of Scotland, Edimburgo.
- Fachada de Santa María de Utrecht (Museo Thyssen-Bornemisza, Madrid).